# True Blue (album Madonna)
True Blue è il terzo album in studio della cantante statunitense Madonna, pubblicato il 30 giugno del 1986 dall'etichetta discografica Sire Records. Madonna partecipò alla produzione dell'intero album, collaborando con Stephen Bray e Patrick Leonard. In True Blue la cantante rivela le sue idee sull'amore e sul suo lavoro, e parla dei suoi sogni e delle sue delusioni. Il disco è dedicato a Sean Penn, l'allora suo marito: “This is dedicated to my husband, the coolest guy in the universe”.
Da un punto di vista musicale, le canzoni presentano un orientamento diverso rispetto ai lavori precedenti, incorporando anche la musica classica, con l'obiettivo dichiarato di voler coinvolgere un pubblico più maturo, che fino a quel momento era stato finora scettico sulla sua musica. Per la prima volta Madonna scrisse e coprodusse ogni brano. Anche il look di Madonna cambiò, diventando più sobrio e curato. Le immagini di Herb Ritts che appaiono sulla copertina sono un omaggio ai classici glamour hollywoodiani, come Jean Harlow, Grace Kelly e Marilyn Monroe. Nell'album sono utilizzati diversi strumenti, tra cui la chitarra elettrica, la batteria, i sintetizzatori e strumenti cubani. I temi affrontati vanno dall'amore alla libertà passando per questioni sociali come, nel caso di Papa Don't Preach, il tema della gravidanza adolescenziale.
True Blue fu un successo globale, raggiungendo il vertice delle classifiche in 28 paesi in tutto il mondo, tra cui Australia, Canada, Francia, Germania, Regno Unito e Stati Uniti. L'album fu il più venduto del 1986 ed è considerato l'album di un'artista femminile più venduto degli anni Ottanta, con oltre 25 milioni di copie vendute in tutto il mondo. Inoltre, True Blue rimane uno degli album più venduti di tutti i tempi. Tutti e cinque i singoli estratti raggiunsero le prime cinque posizioni della classifica generale di Billboard, con Live to Tell, Papa Don't Preach e Open Your Heart che si piazzarono alla posizione numero uno della classifica.
Dopo la pubblicazione, il disco ottenne pareri positivi da parte della critica, che elogiò Madonna anche per le sue doti di cantautrice e di artista.
A scopo promozionale, Madonna decise di intraprendere un secondo tour, il Who's That Girl Tour, che toccò le principali città del Nord America, dell'Europa e dell'Asia nel 1987. True Blue è l'album che rese Madonna una delle artiste femminili più famose di tutti i tempi, facendola rivaleggiare con artisti maschili come Michael Jackson e Prince. Le canzoni estratte dall'album scatenarono dibattiti tra gli studiosi e i gruppi sociali. Proprio per questo Madonna ricevette il "Video Vanguard Award" agli MTV Video Music Awards del 1986, come riconoscimento al suo impatto sulla cultura popolare. Grazie a questo album, l'artista apparse per la prima volta nel libro dei Guinness dei primati.

## Sviluppo e produzione
Il 6 marzo 1986, ai Kensington Roof Gardens di Londra, durante una conferenza stampa per il film Shanghai Surprise, Madonna confermò che stava lavorando a un nuovo album chiamato Live to Tell, che sarebbe poi diventato True Blue.
Per il disco la cantante si è avvalsa della collaborazione di Stephen Bray, che aveva già lavorato al precedente Like a Virgin, e del direttore musicale del The Virgin Tour, Patrick Leonard. "Ero giù nel seminterrato con questi amici idioti, lavorando su una melodia", ha ricordato Leonard nel 1992. "Le piaceva. E quello ha finito per essere una delle tracce di True Blue."
Madonna ha scritto e co-scritto ogni canzone, sebbene il suo coinvolgimento in brani come Papa Don't Preach e Open Your Heart si sia limitato all'aggiunta di alcune parti dei testi. Per la prima volta Madonna è anche coproduttrice di tutte le canzoni dell'album. 

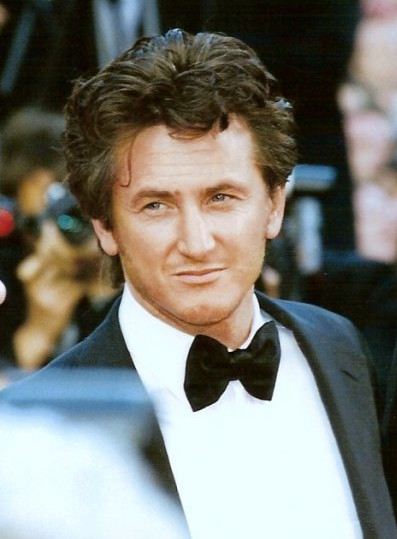
L'album è stato ispirato dalla relazione con Sean Penn, attore americano allora marito della cantante.

Registrato dal dicembre 1985 all'aprile 1986, durante il primo anno del matrimonio della coppia, fu dedicato proprio a Penn, "Il ragazzo più cool dell'universo". In questo periodo la cantante sperimenta anche con la sua immagine, adottando un look più "classico" ispirato alle dive della vecchia Hollywood anni cinquanta, cercando anche con un sound più maturo di attrarre un pubblico più adulto che era sempre stato scettico nei confronti della sua musica. True Blue si concentra sulla visione di Madonna sui temi quali l'amore, il lavoro, i sogni, nonché delle delusioni amorose. Secondo Madonna, il titolo deriva da un'espressione preferita di Penn e dalla sua visione purissima dell'amore.
Il brano che apre l'album, Papa Don't Preach, è stato scritto da Brian Elliot, che lo ha definito come "una canzone d'amore, forse scritta in modo non convenzionale". Elliot ha dichiarato di aver tratto ispirazione per la canzone dalle conversazioni delle studentesse della North Hollywood High School di Los Angeles che andavano a chiacchierare proprio sotto la finestra del suo studio di registrazione e che lui ascoltava di nascosto. Tra questi argomenti vi era quello dell'aborto, tema sui cui verte la canzone.
Open Your Heart è stato il primo brano registrato per l'album, già nel dicembre 1985. Scritto da Gardner Cole e Peter Rafelson, fu composto originariamente con uno stile rock and roll con il titolo Follow Your Heart, pensato per Cyndi Lauper, che però non ricevette mai la canzone, in quanto il management di Cole la inviò al team di Madonna in un gruppo di demo da selezionare per True Blue. Il brano piacque a Madonna che, insieme al produttore Patrick Leonard, lo rimaneggiò completamente, trasformandolo in una canzone dance, cambiandone il titolo e riscrivendo alcune parti del testo.
La terza traccia White Heat è stata dedicata all'attore James Cagney e prende il nome dall'omonimo film del 1949, conosciuto in italiano col titolo La furia umana. Nel brano sono state incluse alcune frasi dei dialoghi estrapolate dal film.
La quarta traccia Live to Tell fu composta da Patrick Leonard come brano strumentale per la colonna sonora del film Tra due fuochi ma in seguito al rifiuto della Paramount di inserirla nel film, Leonard propose la canzone a Madonna che ne scrisse il testo, le melodie e produsse il brano insieme all'autore. In seguito la cantante propose il brano al regista James Foley, che stava girando il film A distanza ravvicinata con Sean Penn, per utilizzarlo come tema portante dela pellicola. Il regista, su suggerimento di Madonna, affidò a Leonard anche la realizzazione dell'intera colonna sonora del film.
La isla bonita è invece il primo brano in cui Madonna incluse un sound influenzato dai ritmi latini. La canzone era stata composta da Leonard e Bruce Gaitsch e proposta nella sua forma strumentale a Michael Jackson, che però la rifiutò. Leonard la propose quindi a Madonna che trovò il titolo, scrisse il testo e produsse il brano insieme all'autore. Madonna descrisse il brano come il suo omaggio alla "bellezza e al mistero del popolo latinoamericano".
Inizialmente pensato come primo singolo dell'album, Love Makes the World Go Round è il primo brano composto insieme a Patrick Leonard e fu eseguito per la prima volta al Live Aid nel luglio 1985. La canzone affronta tematiche legate alla guerra e all'amore tra popoli.

## Composizione
Musicalmente, True Blue era una direzione diversa per Madonna. I suoi precedenti lavori l'avevano fatta cantare con un tono alto di voce. Con questo album Madonna lo ha attenuato per una voce più "bubblegum pop". Le canzoni dell'album riflettono questo e un certo numero di strumenti sono stati usati nelle canzoni per mettere in evidenza i diversi stati d'animo che il testo sottolineava. Papa Don't Preach presenta chitarre acustiche, elettriche e ritmiche, tastiere e arrangiamenti di corde. La canzone contiene un campionamento della sonata Appassionata di Beethoven. Una struttura piena di percussioni continue è stata utilizzata in Open Your Heart.
In White Heat è stato incluso un campionamento dei dialoghi e dei rumori degli spari tratti dall'omonimo film del 1949 (in italiano "La furia umana"). È una canzone dance uptempo con synth bass e voce a doppia traccia supportata da voci maschili nel coro. "Non scrivo musica dance e non la vedo come un contributo alla crescita culturale del mondo", si lamentò Pat Leonard nel 1992. "All'epoca stavamo facendo delle cose solide sull'album True Blue, era un lavoro semi-innovativo. Non c'era un precedente che ti facesse vomitare. Dio non voglia che io possa aver contribuito al caos in cui ci troviamo adesso."
Su ballate come Live to Tell c'è una strumentazione di sottofondo da una tastiera, un sintetizzatore, una chitarra funk e un mix di batteria sintetizzata e reale.
"È la mia ultima affermazione su cosa significhi stare nel mezzo di questa roba della stampa con tutti addosso, il mio mondo sta per scavare. Ogni volta che mi sento così, e talvolta mi capita, mi dico "Aspetta un minuto, dovrei divertirmi qui, dov'è la festa? Non deve essere così. Posso ancora godermi la vita".
Where's the Party è una traccia dance standard con arrangiamenti di grancasse, sintetizzatore, ritmi rumorosi e un approccio remixato all'intera composizione. La traccia del titolo presentava la strumentazione di una chitarra ritmica, un sintetizzatore, tastiere e batteria per la linea di basso, con una base musicale che utilizzava una progressione di accordi comunemente usata nel doo-wop 
tamburi cubani e chitarra spagnola, vengono utilizzate maracas e armoniche in La isla bonita. Jimmy Jimmy ha un'influenza pop dei primi anni sessanta, i suoi testi sono un tributo alla star del cinema James Dean.
Liricamente, True Blue riflette le idee di Madonna sull'amore. Where's the Party racconta di una ragazza che lavora godendosi la pista da ballo dopo il lavoro.
Ero solita fantasticare sul fatto che siamo cresciuti nello stesso quartiere e che lui (James Dean) si sia allontanato e sia diventato una grande star. 
Jimmy Jimmy parla dell'ammirazione di Madonna per il cattivo ragazzo del quartiere. Lo spagnolo La Isla Bonita e Love Makes the World Go Round affrontano l'evasione dalla vita normale, con quest'ultima che parla di guerra e di povertà e usa tamburi e ritmi latini influenzati dalla samba. White Heat affronta la fermezza e cita la frase di "Make my day" di Clint Eastwood. I testi di Papa Don't Preach parlano di una giovane donna che dice a suo padre che è incinta fuori dal matrimonio, ma che terrà il suo bambino.
Live to Tell ritrae la complessità dell'inganno e della sfiducia. La canzone parla anche di cicatrici infantili e ha avuto un tono emotivo estremo, raggiungendolo in senso divino.
La traccia del titolo aveva Madonna che parlava di romanticismo e di gruppi pop femminili ispirati agli anni '50. I testi di True Blue sono costruiti in una forma in versi-coro, con il tema dei sentimenti di Madonna per Sean Penn; usa persino la parola d'amore arcaica del 1929 "cara" nella riga "Basta ripensare e ricordare, cara".
Madonna ha espresso i suoi desideri sessuali nei testi di Open Your Heart e ha descritto la bellezza di un paradiso latino in La Isla Bonita.

## Titolo e copertina
Secondo Madonna, True Blue prende il titolo da un'espressione che l'allora marito Sean Penn usava frequentemente, e che rispecchiava la sua visione pura dell'amore La copertina dell'album, realizzata dal fotografo Herb Ritts, è una delle immagini più riconosciute di Madonna. Nella copertina si vede Madonna dal collo in su. I colori principali della foto sono le sfumature di grigio, il bianco e le varie tonalità di blu, per rafforzare che richiama il titolo stesso dell'album. Madonna nella foto assume una elegante posa da cigno, ravvivata da un trucco leggero e dalle labbra rosse. Secondo Lucy O'Brien, autore di Madonna: Like an Icon, la copertina dell'album era assimilabile al concetto di pop art dato da Andy Warhol. 

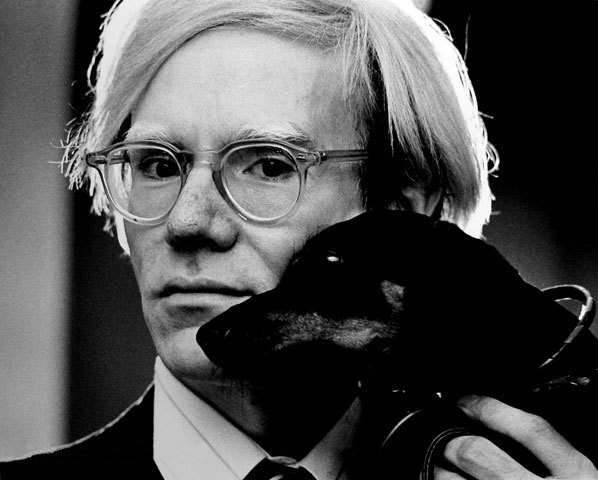
La visione della pop art dell'artista Andy Warhol è stata una delle ispirazioni dietro alla copertina dell'album.

Lucy O'Brien afferma che l'immagine è un misto di innocenza e idealismo, pur incorporando le caratteristiche del disegno serigrafato di Warhol, diffuso nel 1960. Lucy O'Brien afferma inoltre che la copertina annunciava l'arrivo di una nuova Madonna, una Madonna che ha reso evidente il legame tra Warhol e se stessa, il legame vivido tra pop art e commercio. Randy Taraborrelli in Madonna: An Intimate Biography, ha affermato che la copertina dell'album True Blue ha messo in mostra la crescita di Madonna. L'autore afferma che l'immagine dai colori sbiaditi, di una Madonna con la testa piegata all'indietro e gli occhi chiusi è stata "sottovalutata", in particolare quando è stata messa a confronto con le pose più sensuali a cui la cantante è spesso associata.
Negli Stati Uniti e in Canada, la copertina non aveva alcun logo, ma nelle nazioni europee venivano vendute con il nome di Madonna e il titolo dell'album sulla copertina. Heiden ha spiegato in un'intervista con la rivista Aperture che hanno pensato che sarebbe stato "bello" usare una pellicola termoretraibile sulle copertine degli Stati Uniti, in modo che quando uno lo togliesse, ci sarebbe stata solo la foto di Madonna. Per le nazioni europee, Warner sentiva che il nome era necessario sulla copertina, poiché non volevano rischiare con la popolarità di Madonna lì. La manica posteriore e il libretto all'interno contenevano i titoli delle canzoni nella calligrafia di Heiden. A proposito di ritagliare l'immagine per la cassetta e le versioni in vinile, Heiden ha dichiarato: 
"Penso che l'immagine sia diventata più interessante ritagliata in un quadrato - e in quel momento abbiamo sempre iniziato con la configurazione della copertina dell'album. Era come se stesse fluttuando - i suoi vestiti non erano visibili. Assunse l'aspetto di una statua di marmo, come una Dea. Nel taglio verticale vedi la sua giacca di pelle e il muro, e diventa più tipico, editoriale, terrestre." 
Jeri Heiden, cover designer dell'album, ha commentato: "Era già molto consapevole del valore della sua immagine e ne aveva il controllo. Dopo che ho scattato la foto, sembrava che stesse fluttuando: i suoi vestiti non erano visibili, era simile a una dea." Erica Wexler di Spin ha descritto Madonna sulla copertina come "un cobra che si crogiola nel sole caldo, Madonna sulla copertina del suo nuovo album allarga il suo profilo lascivamente." La copertina interna dell'album non conteneva fotografie, ma era invece dedicata ai titoli degli album e ai testi delle canzoni, dal momento che Madonna voleva essere rappresentata dalle sue canzoni e non dalla sua immagine. Billboard ha posizionato la copertina di True Blue al 34º posto nel suo articolo sulle "50 copertine degli album più belli", descrivendola come "un'immagine sorprendente della cantante."

## Promozione e uscita

### Singoli
Live to Tell è stato il primo singolo estratto dall'album, nel marzo del 1986. La canzone è la seconda ballata di Madonna dopo Crazy for You, e fa parte della colonna sonora del film A distanza ravvicinata che vede come protagonista l'allora marito di Madonna Sean Penn. La canzone è stata accolta positivamente dalla critica, che la descrisse come "un'eccezionale ballata che riscrive le regole del contemporaneo degli adulti". Live to Tell è divenuto il terzo singolo di Madonna a raggiungere la posizione numero uno della Billboard Hot 100. Il singolo è diventato anche un successo a livello internazionale, raggiungendo la top ten in Canada, Francia, Paesi Bassi, Svizzera, Regno Unito e Italia. Papa Don't Preach è stato pubblicato come secondo singolo nel giugno del 1986. La canzone è stata giudicata positivamente dalla critica, che è stata definita come "il passaggio di transizione di Madonna da star del pop ad artista del calibro di Michael Jackson e Prince". La canzone divenne il quarto singolo di Madonna a raggiungere la posizione numero uno negli Stati Uniti, in Canada, Irlanda, Italia e Regno Unito.
True Blue è stato il terzo singolo estratto dall'album nel settembre del 1986. Si tratta di una canzone dance-pop ispirata ai gruppi femminili degli anni '60. La risposta della critica rispetto alla canzone non è stata univoca: alcuni critici hanno accolto positivamente la canzone, sottolineando di essa il sapore anni '50, altri invece hanno giudicato la canzone "semplicemente carina ma non degna di dare il titolo all'album". La canzone ha raggiunto la posizione numero tre della Billboard Hot 100 chart, e la posizione numero uno in Irlanda e nel Regno Unito. Open Your Heart è stato il quarto singolo estratto dall'album, pubblicato nel novembre del 1986. La canzone è diventata il quinto singolo numero uno di Madonna nella Billboard Hot 100 chart. A livello internazionale la canzone ha raggiunto la top ten in diversi paesi europei, tra cui Belgio, Irlanda, Italia, Paesi Bassi, e Regno Unito.
La isla bonita è stato pubblicato come quinto e ultimo singolo dell'album nel febbraio del 1987. La canzone rievoca l'isola del Belize chiamata San Pedro e descrive Madonna come un turista che prega "che i giorni durino di più, ma sono passati così in fretta". La canzone è stata ricevuta positivamente dalla critica, che la considerano ancora oggi una delle canzoni più importanti e rappresentative della carriera di Madonna, nonché la migliore canzone dell'album. La Isla Bonita è stato un successo commerciale in tutto il mondo, raggiungendo la posizione numero uno in Canada, Francia, Germania, e Regno Unito.

#### Ottakes & Demos
- Spotlight (Madonna, Stephen Bray, Curtis Hudson) - originariamente registrata per l'album True Blue, fu poi scartata, probabilmente perché inizialmente era troppo simile a Holiday. Fu poi modificata nel testo e nell'arrangiamento e successivamente inserita nella compilation del 1987 You Can Dance
- Working My Fingers to the Bone (Madonna, Stephen Bray)

### Esibizioni dal vivo e tour promozionale
Prima dell'uscita dell'album, Madonna ha presentato per la prima volta Love Makes the World Go Round al concerto Live Aid del 1985. Il resto dei brani dell'album sono stati inclusi nella scaletta del suo Who's That Girl Tour del 1987, ad eccezione di Jimmy Jimmy, che rimane ancora l'unica canzone dell'album che Madonna non ha eseguito in nessuna apparizione dal vivo. Era il suo secondo tour di concerti e promuoveva True Blue insieme al progetto cinematografico Who's That Girl. È stato il primo tour mondiale di Madonna, raggiungendo l'Asia, il Nord America e l'Europa. Musicalmente e tecnicamente superiore al suo precedente Virgin Tour, il tour Who's That Girl ha incorporato componenti multimediali per rendere lo spettacolo più attraente.
Madonna si è allenata fisicamente con l'aerobica, il jogging e il sollevamento pesi, per far fronte alle coreografie e alle routine di danza. Per i costumi, ha collaborato con la designer Marlene Stewart, espandendo l'idea di dare vita ai suoi famosi personaggi dei video sul palco, rielaborando scene di True Blue, Open Your Heart, Papa Don't Preach e La Isla bonita. Il palcoscenico era enorme, con quattro schermi video, proiettori multimediali e una rampa di scale nel mezzo. Leonard divenne il direttore musicale e incoraggiò Madonna a seguire l'idea di riordinare le sue canzoni più vecchie e presentarle in un nuovo formato. Madonna ha chiamato il tour "Who's That Girl Tour", dopo aver guardato un'immagine gigantesca di se stessa proiettata su uno schermo sul palco durante le prove.
Lo spettacolo includeva routine e spettacoli teatrali di canzoni e danze, sette cambi di costume e un bis composto da Who's That Girl e Holiday. Il tour ha anche affrontato cause sociali come l'AIDS, durante Papa Don't Preach. Who's That Girl è stato apprezzato dalla critica, con i recensori che hanno commentato la natura stravagante del concerto e si sono complimentati con Madonna per le sue danze, i cambi di costume e il ritmo dinamico. Il Who's That Girl Tour è stato un successo commerciale, incassando un totale di $ 25 milioni negli Stati Uniti, con Madonna che ha suonato di fronte a 1,5 milioni di persone nel corso del tour. Secondo Pollstar, è stato il secondo tour femminile del 1987, dietro al Break Every Rule Tour di Tina Turner.
In seguito furono pubblicati due concerti del video musicale, Who's That Girl: Live in Japan (1987), in esclusiva per il mercato giapponese e Ciao Italia: Live from Italy (1988), che fu distribuito a livello internazionale. Taraborrelli ha commentato che "Molte artiste si comportano come una diva per un periodo in cui raggiungono lo status di superstar e il Who's That Girl Tour segnò l'inizio di quello di Madonna." Il tour è anche noto per aver dato vita al nuovo personaggio di Madonna, un'immagine sessuale più forte e più intelligente di prima, che aveva dato origine al termine "aspirante Madonna", termine con cui si identificano le persone che cercano di atteggiarsi, vestirsi ed essere come Madonna, dette anche "Madonna Wannabe". Una statua di Madonna, che indossava un corsetto conico, fu eretta in suo nome, al centro della città di Pacentro in Italia, dove vivevano i suoi antenati.

## Tracce
1. Papa Don't Preach – 4:29 (Brian Elliott, Madonna)
2. Open Your Heart – 4:13 (Madonna, Gardner Cole, Peter Rafelson)
3. White Heat – 4:40 (Madonna, Patrick Leonard)
4. Live to Tell – 5:51 (Madonna, Patrick Leonard)
5. Where's the Party – 4:21 (Madonna, Stephen Bray, Patrick Leonard)
6. True Blue – 4:18 (Madonna, Stephen Bray)
7. La Isla Bonita – 4:02 (Madonna, Patrick Leonard, Bruce Gaitsch)
8. Jimmy Jimmy – 3:55 (Madonna, Stephen Bray)
9. Love Makes the World Go Round – 4:31 (Madonna, Patrick Leonard)

Tracce bonus dell'edizione rimasterizzata (2001)
1. True Blue (The Color Mix) – 6:37
2. La Isla Bonita (Extended Remix) – 5:25

Tracce bonus della 35th Anniversary Edition (2021)
1. Papa Don't Preach (Extended Remix) – 5:42
2. True Blue (The Color Mix) – 6:40
3. Open Your Heart (Extended Version) – 10:34
4. La Isla Bonita (Extended Remix) – 5:27
5. True Blue (Remix/Edit) – 4:26
6. Open Your Heart (Dub) – 6:40
7. Live To Tell (Instrumental) – 5:50
8. True Blue (Instrumental) – 6:51
9. La Isla Bonita (Instrumental Extended Remix) – 5:18

## Crediti
- Madonna: Voce, produzione, composizione e cori
- Stephen Bray, Patrick Leonard: Produttori
- Patrick Leonard: Batteria, tastiere
- Michael Hutchinson, Michael Verdick: Ingegneri
- Dan Nebenzal, Michael Verdick: Mixaggio
- Dan Nebenzal: Assistenza mixaggio
- Stephen Bray, Patrick Leonard: Programmazione batteria
- Billy Meyers: Arrangiamenti
- Fred Zarr: Tastiere
- Dave Boroff: Sassofono
- Stephen Bray: Batteria, tastiere
- Keithen Carter, Siedah Garrett, Jackie Jackson, Edie Lehmann, Richard Marx : Cori
- Bruce Gaitsch, David Williams, John Putnam : Chitarra, chitarra elettrica, chitarra ritmica
- Paulinho da Costa: Percussioni
- Dann Huff, Paul Jackson Jr.: Chitarra
- Bill Meyers: archi
- Jonathan Moffett: Percussioni
- Herb Ritts: Fotografia
- Jeffrey Kent Ayeroff, Jeri McManus: Direzione artistica
- Jeri McManus: Design

## Successo commerciale
Dopo la sua pubblicazione, l'album è stato accolto molto positivamente dai critici. In particolare i critici musicali lodano la voce di Madonna, che in questo disco sembra più forte. Jon Pareles, in un commento nel The New York Times, afferma che True Blue riprende il tema della fedeltà nei suoi testi, e si è complimentato per un maggiore attaccamento di essi alla realtà, facendo sì che Madonna raggiungesse le "frange dell'ammissibile".
L'album ha venduto mondialmente 25 milioni di copie diventando uno degli album più venduti di tutti i tempi. Nel Regno Unito, l'album è rimasto in classifica per 85 settimane, di cui sei passate in vetta, vendendo oltre 2 milioni di copie. L'album in Francia ha venduto oltre un milione di copie. Anche in Germania l'album è riuscito a vendere oltre un milione di copie. Negli Stati Uniti l'album è stato certificato sette volte disco di platino, diventando il terzo album più venduto in questo Stato della cantante, dopo Like a Virgin e The Immaculate Collection In Italia, l'album ha venduto oltre 1 500 000 di copie, diventando il disco più venduto da un'artista straniero nel paese.

## Riconoscimenti e candidature

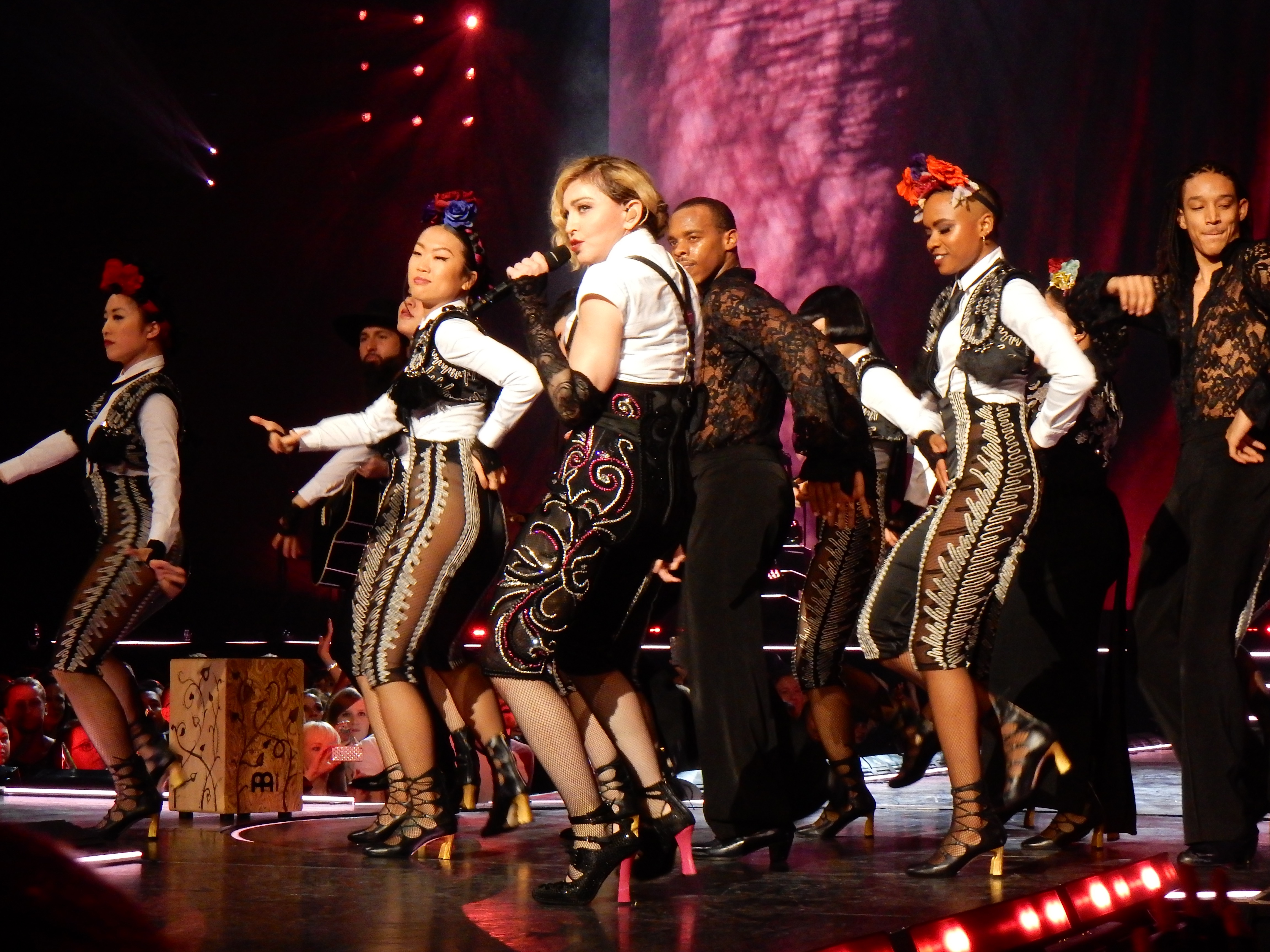
Madonna si esibisce con il brano conclusivo, La isla bonita, durante una delle tappe del Rebel Heart Tour (2015–2016).

True Blue è uno degli album più premiati della carriera di Madonna, avendo vinto 10 premi, a fronte di 18 candidature. Nel 1987 True Blue ottiene una candidatura e una vittoria per Live to Tell, rispettivamente agli American Music Award e agli American Society of Composers, Authors and Publishers (ASCAP) Film Awards, nella categoria "Singolo pop preferito" e "Miglior canzone di un film". Riceve poi due vittorie, a fronte di due candidature, ai Japan Gold Disc Award e una ai Canadian Juno Awards, per la categoria "Miglior album pop dell'anno".
Papa Don't Preach ricevette il plauso della critica, e venne nominato ai Grammy Awards nella categoria "Miglior registrazione pop femminile", a tre MTV Video Music Awards, vincendo quello per il "Miglior videoclip femminile" e una ai Canadian Juno Awards per la "Canzone internazionale dell'anno". Con l'uscita di questo album, Madonna ha ricevuto anche, agli MTV Video Music Awards, il premio speciale Video Vanguard, diventando la prima donna a riceverlo. Infine, l'album le è valso le sue prime entrate nel Guinness World Records in almeno tre categorie: l'album musicale più venduto di una donna nella storia, album musicale con il maggior numero uno nel maggior numero di paesi e album musicale di maggior successo del 1986.
Le è stato anche assegnato il premio come "Cantante preferita" ai Kids' Choice Awards e ai People's Choice Awards. Inoltre, il Who's That Girl Tour è stato candidato ai Pollstar Concert Industry Awards nella categoria "Scenografia più creativa".

## Classifiche

### Classifiche settimanali
| Classifica (1986-87) | Posizione massima |
| -------------------- | ----------------- |
| Argentina            | 1                 |
| Australia            | 1                 |
| Austria              | 2                 |
| Belgio               | 1                 |
| Brasile              | 1                 |
| Canada               | 1                 |
| Danimarca            | 29                |
| Filippine            | 1                 |
| Finlandia            | 1                 |
| Francia              | 1                 |
| Germania             | 1                 |
| Giappone             | 2                 |
| Hong Kong            | 1                 |
| Irlanda              | 1                 |
| Islanda              | 1                 |
| Israele              | 1                 |
| Italia               | 1                 |
| Norvegia             | 2                 |
| Nuova Zelanda        | 1                 |
| Paesi Bassi          | 1                 |
| Regno Unito          | 1                 |
| Spagna               | 1                 |
| Svezia               | 2                 |
| Svizzera             | 1                 |
| Stati Uniti          | 1                 |

| Classifica (1995-2019) | Posizione massima |
| ---------------------- | ----------------- |
| Italia                 | 82                |
| Scozia                 | 27                |

### Classifiche di fine anno
| Classifica (1986) | Posizione |
| ----------------- | --------- |
| Australia         | 10        |
| Austria           | 10        |
| Brasile           | 8         |
| Canada            | 2         |
| Francia           | 1         |
| Germania          | 6         |
| Giappone          | 13        |
| Italia            | 1         |
| Nuova Zelanda     | 6         |
| Paesi Bassi       | 1         |
| Regno Unito       | 1         |
| Spagna            | 9         |
| Svizzera          | 5         |
| Regno Unito       | 1         |
| Stati Uniti       | 37        |
| Classifica (1987) | Posizione |
| Australia         | 21        |
| Austria           | 16        |
| Canada            | 6         |
| Paesi Bassi       | 10        |
| Germania          | 7         |
| Giappone          | 40        |
| Nuova Zelanda     | 39        |
| Spagna            | 12        |
| Stati Uniti       | 11        |

### Classifiche decennali
| Paese (1980–1989) | Posizione |
| ----------------- | --------- |
| Australia         | 36        |
| Austria           | 20        |
| Giappone          | 36        |
| Regno Unito       | 9         |

### Classifiche di tutti i tempi
| Classifica          | Posizione |
| ------------------- | --------- |
| Stati Uniti         | 179       |
| Stati Uniti (Women) | 48        |